# Верховный Совет Туркменской ССР

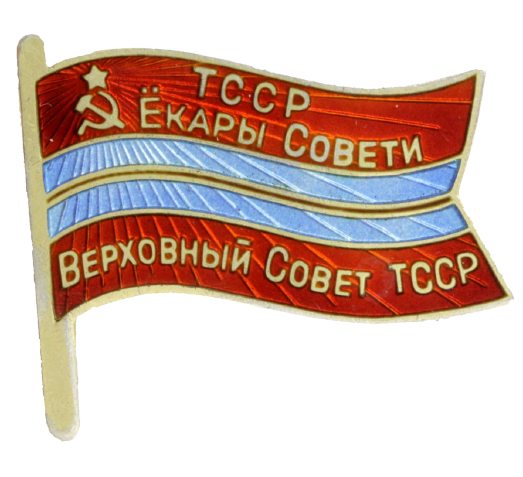
Значок депутата Верховного Совета Туркменской ССР

Верховный Совет Туркменской ССР (туркм. Түркменистан ССР Ёкары Советы / Türkmenistan SSR Ýokary Sowety) — высший орган государственной власти Туркменской ССР и независимого Туркменистана (с 27 октября 1991) с 1938 по 1992 год.

## Созывы
- 1 созыв (1938 — 1946)
- 2 созыв (1947 — 1950)
- 3 созыв (1951 — 1954)
- 4 созыв (1955 — 1959)
- 5 созыв (1959 — 1962)
- 6 созыв (1963 — 1966)
- 7 созыв (1967 — 1970)
- 8 созыв (1971 — 1974)
- 9 созыв (1975 — 1979)
- 10 созыв (1980 — 1984)
- 11 созыв (1985 — 1989)
- 12 созыв (1990 — 1992)

## Руководители

### Председатели Верховного Совета Туркменской ССР
- Бердыев, Аллаберды (24 июля 1938 — 27 января 1942)
- Перманов, Курбан (27 января 1942 — )
- Батыров, Шаджа Батырович (март 1947 — март 1948)
- Овезов, Юсуп (март 1948 — 1956)
- Атаев, Торе (1956 — 30 марта 1959)
- Ташлиев, Шамурад (30 марта 1959 — 26 марта 1963)
- Шабасанов, Махтум Кули Караевич (26 марта 1963 — апрель 1967)
- Азимов, Пигам Азимович (апрель 1967 — 29 июня 1971)
- Караев, Давлы Караевич (29 июня 1971 — 1973)
- Язкулиев, Баллы (5 июля 1973 — 17 декабря 1975)
- Дурдыев, Аман Атаевич (17 декабря 1975 — 21 марта 1980)
- Овезгельдыев, Оразгельды (21 марта 1980 — 18 января 1990)
- Овезова Шекер

### Председатели Президиума Верховного Совета Туркменской ССР
- Бабаев, Хивали Бабаевич (26 июля 1938 — январь 1942)
- Бердыев, Аллаберды (27 января 1942 — 6 марта 1948)
- Сарыев, Акмамед (6 марта 1948 — 30 марта 1959)
- Байрамов, Нурберды (30 марта 1959 — 26 марта 1963)
- Клычев, Аннамухаммед (26 марта 1963 — 15 декабря 1978)
- Язкулиев, Баллы (15 декабря 1978 — 13 августа 1988)
- Базарова, Роза Атамурадовна (13 августа 1988 — 18 января 1990)

### Председатели Верховного Совета Туркменской ССР 1990-1991
В январе 1990 года Президиум Верховного совета Туркменской ССР был расформирован и его функции переданы Председателю Верховного совета. Таким образом, при сходном названии, должность Председателя Верховного совета Туркменской ССР в 1990-1991 годах по содержанию весьма отличалась от одноимённой должности до 1990 года.
- Ниязов, Сапармурад Атаевич (18 января 1990 — 2 ноября 1990)
- Мурадов, Сахат Непесович (18 ноября 1990 — 1995) (до 2001 как Председатель Меджлиса Туркмении)